# Lista de programas brasileiros originais distribuídos pela Netflix
A seguir, a lista de produções brasileiras originais da Netflix.

## Séries
Esses shows tiveram sua produção original encomendada pela Netflix, ou tiveram temporadas adicionais encomendadas pela Netflix.
| Ano  | Título                 | Gênero               | Estréia         | Temporadas                 | Duração   | Status     | Ref.   |
| ---- | ---------------------- | -------------------- | --------------- | -------------------------- | --------- | ---------- | ------ |
| 2016 | 3%                     | Ficção               | 25 de novembro  | 4 temporadas, 33 episódios | 42–59 min | Finalizada | [ 1 ]  |
| 2018 | O Mecanismo            | Drama Policial       | 23 de março     | 2 temporadas, 16 episódios | 32–50 min | Finalizada | [ 2 ]  |
| 2018 | Samantha!              | Comédia              | 6 de julho      | 2 temporadas, 14 episódios | 32–50 min | Cancelada  | [ 3 ]  |
| 2018 | Super Drags            | Comédia em animação  | 9 de novembro   | 1 temporada, 5 episódios   | 23–25 min | Cancelada  | [ 4 ]  |
| 2019 | Coisa Mais Linda       | Drama                | 22 de março     | 2 temporadas, 13 episódios | 32–50 min | Cancelada  | [ 5 ]  |
| 2019 | Sintonia               | Criminal             | 9 de agosto     | 4 temporadas, 26 episódios | 31–40 min | Renovada   | [ 6 ]  |
| 2019 | O Escolhido            | Drama                | 28 de junho     | 2 temporadas, 12 episódios | 30–40 min | Finalizada | [ 7 ]  |
| 2019 | Irmandade              | Criminal             | 25 de outubro   | 2 temporadas, 14 episódios | 31–40 min | Renovada   | [ 8 ]  |
| 2019 | Ninguém Tá Olhando     | Comédia              | 22 de novembro  | 1 temporadas, 8 episódios  | 31–40 min | Cancelada  | [ 9 ]  |
| 2020 | Onisciente             | Ficção               | 29 de janeiro   | 1 temporada, 6 episódios   | 20–60 min | Cancelada  | [ 10 ] |
| 2020 | Spectros               | Sobrenatural         | 20 de fevereiro | 1 temporada, 7 episódios   | 31–40 min | Cancelada  | [ 11 ] |
| 2020 | Reality Z              | Terror               | 10 de junho     | 1 temporadas, 10 episódios | 31–40 min | Finalizada | [ 12 ] |
| 2020 | Boca a Boca            | Drama                | 17 de julho     | 1 temporadas, 6 episódios  | 36–50 min | Cancelada  | [ 13 ] |
| 2020 | Mundo Mistério         | Escolar              | 4 de agosto     | 1 temporadas, 8 episódios  | 21–26 min | Finalizada | [ 14 ] |
| 2020 | Bom Dia, Verônica      | Suspense Policial    | 1 de outubro    | 2 temporadas, 14 episódios | 45–60 min | Renovada   | [ 15 ] |
| 2021 | Cidade Invisível       | Ficção               | 5 de fevereiro  | 2 temporada, 12 episódios  | 20–50min  | Cancelada  | [ 17 ] |
| 2022 | Temporada de Verão     | Drama adolescente    | 21 de janeiro   | 1 temporadas, 8 episódios  | 42–52 min | Cancelada  | [ 18 ] |
| 2022 | De Volta aos 15        | Drama adolescente    | 25 de fevereiro | 3 temporadas, 18 episódios | 42–46 min | Finalizada | [ 19 ] |
| 2022 | A Sogra que te Pariu   | Sitcom               | 13 de abril     | 1 temporadas, 10 episódios | 23–26 min | Renovada   | [ 20 ] |
| 2022 | Maldivas               | Comédia Dramática    | 15 de junho     | 1 temporadas, 7 episódios  | 29–37 min | Cancelada  | [ 21 ] |
| 2022 | Nada Suspeitos         | Comédia              | 17 de agosto    | 1 temporadas, 9 episódios  | 28–36 min | Cancelada  | [ 22 ] |
| 2022 | Só Se For Por Amor     | Drama                | 21 de setembro  | 1 temporadas, 6 episódios  | 50–52 min | Cancelada  | [ 23 ] |
| 2022 | O Menino Maluquinho    | Desenho animado      | 12 de outubro   | 1 temporadas, 26 episódios | 11-14 min | Pendente   | [ 24 ] |
| 2022 | O Cangaceiro do Futuro | Comédia              | 25 de dezembro  | 1 temporadas, 7 episódios  | 31-42 min | Pendente   | [ 25 ] |
| 2023 | Olhar Indiscreto       | Thriller             | 1 de janeiro    | 1 temporadas, 10 episódios | 35-49 min | Finalizada | [ 26 ] |
| 2023 | Todo Dia a Mesma Noite | Minissérie dramática | 25 de janeiro   | 1 temporada, 5 episódios   | 42-46 min | Finalizada | [ 27 ] |
| 2023 | Sem Filtro             | Comédia              | 15 de fevereiro | 1 temporadas, 10 episódios | 31-38 min | Renovada   | [ 28 ] |
| 2023 | Acorda, Carlo!         | Desenho animado      | 6 de julho      | 1 temporadas, 13 episódios | 22 min    | Pendente   | [ 29 ] |
| 2023 | B.O.                   | Comédia policial     | 6 de setembro   | 1 temporada, 8 episódios   | 27-35 min | Pendente   | [ 30 ] |
| 2023 | DNA do Crime           | Ação policial        | 14 de novembro  | 1 temporada, 8 episódios   | 49-63 min | Renovada   | [ 31 ] |
| 2024 | Luz                    | Infantil             | 7 de fevereiro  | 1 temporada, 20 episódios  | 30-35 min | A lançar   | [ 32 ] |
| 2024 | Senna                  | Drama biográfico     | ASA             | 1 temporada, 6 episódios   | ASA       | A lançar   | [ 33 ] |
| 2024 | Pedaço de Mim          | Telenovela           | ASA             | 1 temporada, 18 episódios  | ASA       | A lançar   | [ 33 ] |

## Filmes
| Ano  | Título                            | Gênero            | Estréia        | Ref.   |
| ---- | --------------------------------- | ----------------- | -------------- | ------ |
| 2017 | O Matador                         | Faroeste          | 10 de novembro | [ 34 ] |
| 2019 | Democracia em Vertigem            | Documentário      | 19 de junho    |        |
| 2020 | Modo Avião                        | Comédia romântica | 23 de janeiro  | [ 35 ] |
| 2020 | Ricos de Amor                     | Comédia romântica | 30 de abril    | [ 36 ] |
| 2020 | Tudo Bem no Natal Que Vem         | Dramédia          | 3 de dezembro  | [ 37 ] |
| 2021 | Pai em Dobro                      | Comédia dramática | 15 de janeiro  | [ 38 ] |
| 2021 | Cabras da Peste                   | Comédia           | 18 de março    | [ 39 ] |
| 2021 | Os Salafrários                    | Comédia           | 28 de abril    | [ 40 ] |
| 2021 | Carnaval                          | Dramédia          | 2 de junho     | [ 41 ] |
| 2021 | Diários de Intercâmbio            | Comédia dramática | 18 de agosto   | [ 42 ] |
| 2021 | Confissões de uma Garota Excluída | Comédia romântica | 22 de setembro | [ 43 ] |
| 2021 | 7 Prisioneiros                    | Drama             | 5 de novembro  | [ 44 ] |
| 2021 | Amor sem Medida                   | Comédia romântica | 18 de novembro | [ 45 ] |
| 2021 | Lulli                             | Comédia romântica | 26 de dezembro | [ 46 ] |
| 2022 | Barba, Cabelo & Bigode            | Comédia           | 28 de julho    | [ 47 ] |
| 2022 | Vizinhos                          | Comédia           | 1 de setembro  | [ 48 ] |
| 2022 | Esposa de Aluguel                 | Comédia romântica | 11 de outubro  | [ 49 ] |
| 2022 | Depois do Universo                | Drama             | 27 de outubro  | [ 50 ] |
| 2022 | Um Natal Cheio de Graça           | Comédia natalina  | 30 de novembro | [ 51 ] |
| 2023 | Ricos de Amor 2                   | Comédia romântica | 2 de junho     | [ 52 ] |
| 2023 | Carga Máxima                      | Ação              | 27 de setembro | [ 53 ] |
| 2023 | O Lado Bom de Ser Traída          | Romance           | 25 de outubro  | [ 54 ] |
| 2023 | Casamento à Distância             | Comédia romântica | 24 de novembro | [ 55 ] |
| 2023 | Meu Cunhado é um Vampiro          | Comédia           | 24 de dezembro | [ 56 ] |
| TBA  | Biônicos                          | Ficção científica | ASA            | [ 57 ] |

## Reality shows
| Ano  | Título                     | Estréia        | Temporadas                  | Duração   | Status    | Ref.   |
| ---- | -------------------------- | -------------- | --------------------------- | --------- | --------- | ------ |
| 2019 | The Circle Brasil          | 11 de março    | 1 temporadas, 12 episódios  | 45–60 min | Renovada  | [ 58 ] |
| 2020 | Nasce uma Rainha           | 11 de novembro | 1 temporadas, 6 episódios   | 42–44 min | Cancelada | [ 59 ] |
| 2021 | Brincando com Fogo: Brasil | 21 de julho    | 2 temporadas, 16 episódios  | 45–60 min | Renovada  | [ 58 ] |
| 2021 | Casamento às Cegas Brasil  | 6 de outubro   | 1 temporadas, 10 episódios  | 45–60 min | Renovada  | [ 58 ] |
| 2022 | Ideias à Venda             | 9 de fevereiro | 1 temporadas, 6 episódios   | 45–60 min | Pendente  | [ 60 ] |
| 2022 | Iron Chef: Brasil          | 10 de agosto   | 1 temporadas, ASA episódios | 45-50 min | Pendente  | [ 61 ] |
| 2022 | Queer Eye Brasil           | 24 de agosto   | 1 temporadas, 6 episódios   | 35-50 min | Pendente  | [ 62 ] |

## Documentários
| Ano  | Título                                    | Estréia        | Temporadas                | Duração   | Status     | Ref.   |
| ---- | ----------------------------------------- | -------------- | ------------------------- | --------- | ---------- | ------ |
| 2018 | Vai Anitta                                | 16 de novembro | 1 temporadas, 6 episódios | 25–35 min | Finalizada | [ 63 ] |
| 2020 | Anitta: Made In Honório                   | 16 de dezembro | 1 temporadas, 6 episódios | 35-45 min | Finalizada | [ 64 ] |
| 2021 | Elize Matsunaga: Era Uma Vez um Crime     | 8 de julho     | 1 temporadas, 6 episódios | 45–60 min | Finalizada | [ 65 ] |
| 2021 | João de Deus: Cura e Crime                | 25 de agosto   | 1 temporadas, 4 episódios | 45–60 min | Finalizada | [ 66 ] |
| 2021 | É o Amor: Família Camargo                 | 8 de dezembro  | 1 temporadas, 6 episódios | 45–60 min | Finalizada | [ 67 ] |
| 2022 | Neymar - O Caos Perfeito                  | 25 de janeiro  | 1 temporada, 3 episódios  | 51-61 min | Finalizada |        |
| 2022 | 3 Tonelada$: Assalto ao Banco Central     | 16 de março    | 1 temporadas, 3 episódios | 60 min    | Finalizada | [ 68 ] |
| 2024 | O Grito - Regime Disciplinar Diferenciado | 29 de setembro | Longa Metragem            | 1h 49min  | Finalizada |        |